# Špičák (Góry Złote)
Špičák – wzniesienie w Czechach o wysokości 957 m n.p.m. w Górach Złotych w Sudetach Wschodnich, leżące na granicznym grzbiecie Gór Złotych, oddzielającym Polskę od Czech.

## Położenie
Wzniesienie w południowo-zachodniej części Gór Złotych, w pobliżu granicy polsko-czeskiej. Wznosi się między czterema wzniesieniami: od północy Borůvkový vrch (859 m), wschodu Jezevčí vrch (755 m), zachodu Czartowiec (944 m), południa Pośrednia (924) (cz.) Pomezný, około 1,6 km, na północny wschód od południowo-wschodnich obrzeży miejscowości Nowy Gierałtów.

## Fizjografia
Wzniesienie w głównym grzbiecie granicznym o stożkowym kształcie z wyrazistym wierzchołkiem oraz nieregularnej rzeźbie o stromych zboczach. Zbocze północno-wschodnie rozcinają dobrze wykształcone V-kształtne doliny górskich potoków. Południowo-zachodnie zbocze opada w kierunku granicy do niższego o 13 m granicznego wzniesienia Czartowiec (944 m n.p.), od którego oddzielone jest niewielkim siodłem. Zachodnie i północne zbocze stromo opada do doliny Studenego potoku (cz.) Studený potok Ostrè údolí, zbocze południowo-wschodnie opada do doliny bezimiennego potoku, zasilającego Skorosický potok. Zbocze wschodnie stromo opada w kierunku niższego o 202 m wzniesienia Jezevčí vrch (755 m).
Wzniesienie zbudowane ze skał metamorficznych, głównie z gnejsów gierałtowskich oraz łupków krystalicznych, fyllitów i amfibolitów. Zbocza wzniesienia pokrywa niewielka warstwa młodszych osadów glin, żwirów, piasków i lessów z okresu zlodowaceń plejstoceńskich i osadów powstałych w chłodnym, peryglacjalnym klimacie. Cała powierzchnia wzniesienia porośnięta w całości naturalnym lasem mieszanym regla dolnego a w partiach szczytowych świerkowym regla górnego z niewielką domieszką drzew liściastych. Wzniesienie pod koniec XX wieku dotknęły zniszczenia wywołane katastrofą ekologiczną w Sudetach. Wzniesienie wyraźnie wydzielają wykształcone doliny górskich potoków od: południowego wschodu dolina bezimiennego potoku, a od północnego zachodu dolina Studenego potoku (cz.) Studený potok. Położenie wzniesienia, kształt oraz wyraźny dominujący szczyt czynią wzniesienie rozpoznawalnym w terenie.

## Ciekawostki
- Zbocza wzniesienia porasta fragment naturalnego lasu mieszanego będące pozostałością gęstej puszczy, w pobliżu jego górnej granicy występuje skarłowaciały starodrzew.
- Przez wzniesienie przechodzi dział wodny III rzędu.
- Wzniesienie Czartowiec 944 m n.p.m. położone na południowy zachód na granicy polsko-czeskiej uznawane jest nieraz za bliźniaczy wierzchołek wzniesienia Špičák 957 m n.p.m., którego główny wierzchołek leży po czeskiej stronie.
- Na zachód od szczytu poniżej niewielkiego siodła znajduje się ((cz.) Pramen pod Stráží) źródło, z którego wypływa Studený potok.
- Wzniesienie wyraźnie góruje nad czterema wzniesieniami otaczającymi go od: północy, wschodu, zachodu i południa[2].
- Wzniesienie w przeszłości nosiło nazwę: Spitzberg, (Petrowitzer Spitzberg).

## Turystyka
Do szczytu prowadzi szlak turystyczny
- żółty – prowadzący wzdłuż granicy państwowej od Przełęczy u Trzech Granic przez Kowadło, Czartowiec.

Południowym i zachodnim zboczem prowadzi szlak turystyczny
- czerwony - prowadzący przez Žulová do Javorník i dalej.
- Z polan na północno-wschodnim zboczu rozciąga się rozległy widok w kierunku północno-wschodnim na Przedgórze Sudeckie ((cz.) Žulovskou pahorkatinu) oraz na czeską wieś Skorošice, Otmuchów oraz Jezioro Otmuchowskie.